# Municipio de Barnum
El municipio de Barnum (en inglés: Barnum Township) es un municipio ubicado en el condado de Carlton en el estado estadounidense de Minnesota. En el año 2010 tenía una población de 1061 habitantes y una densidad poblacional de 8,86 personas por km².

## Geografía
El municipio de Barnum se encuentra ubicado en las coordenadas 46°29′10″N 92°37′18″O / 46.48611, -92.62167. Según la Oficina del Censo de los Estados Unidos, el municipio tiene una superficie total de 119.74 km², de la cual 116,6 km² corresponden a tierra firme y (2,62 %) 3,14 km² es agua.

## Demografía
Según el censo de 2010, había 1061 personas residiendo en el municipio de Barnum. La densidad de población era de 8,86 hab./km². De los 1061 habitantes, el municipio de Barnum estaba compuesto por el 96,61 % blancos, el 0,19 % eran afroamericanos, el 1,41 % eran amerindios, el 0,47 % eran asiáticos y el 1,32 % eran de una mezcla de razas. Del total de la población el 1,13 % eran hispanos o latinos de cualquier raza.